# آپوینی
آپوینی (به فرانسوی: Appoigny) یک کمون (فرانسه) در فرانسه است که در canton of Auxerre-Nord واقع شده‌است. آپوینی ۲۲٫۰۹ کیلومتر مربع مساحت دارد.